# Deneb Algedi
Deneb Algedi (δ Cap / δ Capricornii / Delta Capricorni), o Scheddi (AFI: /ˈskɛddi/), è un sistema stellare situato nella costellazione del Capricorno. Avendo una magnitudine di 2,81, è la stella più luminosa della costellazione. Dista 38,7 anni luce dal Sistema solare.

## Osservazione
Si tratta di una stella situata nell'emisfero celeste australe; grazie alla sua posizione non fortemente australe, può essere osservata dalla gran parte delle regioni della Terra, sebbene gli osservatori dell'emisfero sud siano più avvantaggiati. Nei pressi dell'Antartide appare circumpolare, mentre resta sempre invisibile solo in prossimità del circolo polare artico. La sua magnitudine pari a 2,8 le consente di essere scorta anche dai piccoli e medi centri urbani senza difficoltà.
Il periodo migliore per la sua osservazione nel cielo serale ricade nei mesi compresi fra fine giugno e novembre; da entrambi gli emisferi il periodo di visibilità rimane indicativamente lo stesso, grazie alla posizione della stella non lontana dall'equatore celeste.

## Caratteristiche
Delta Capricorni è sospettata essere una variabile Delta Scuti, ed è certamente anche una binaria a eclisse di tipo Algol; una compagna la occulta ogni 1,023 giorni, causando una diminuzione della luminosità di 0,24 magnitudini, mentre quando è la secondaria ad essere occultata, la diminuzione è di 0,09 magnitudini.
La componente primaria del sistema è classificata a volte come gigante bianca, altre come subgigante e altre ancora come stella bianca di sequenza principale. Probabilmente è una stella che sta terminando ora l'idrogeno nel suo nucleo e sta entrando nello stadio di subgigante. Presenta linee metalliche nel suo spettro, di conseguenza viene catalogata anche fra le stelle Am. La secondaria, probabilmente una nana arancione, non è ben conosciuta e pare avere una massa simile a quella del Sole.

## Etimologia
Il nome tradizionale 'Deneb Algedi' deriva dall'arabo ذنب الجدي (ðanab al-Jady), che significa "la coda della capra". La stessa origine ha un nome alternativo, Scheddi, nome usato fra l'altro anche per la stella γ Capricornii. Insieme a quest'ultima era conosciuta nel mondo arabo come Al Sa'd al Nashirah, "la fortunata".
Nell'astronomia cinese, δ Capricorni è nota come 垒 壁 阵 四 (LEI BI zhen SI), che significa 'la quarta stella della linea dei bastioni (ZH) . Ciò è riferito alla sua presenza in mezzo a un asterismo noto come 'La linea di bastioni ', che comprende anche κ Capricorni, ε Capricorni, γ Capricornii, ι Aquarii, λ Aquarii, σ Aquarii, φ Aquarii, 27 Piscium, 29 Piscium, 33 Piscium e 30 Piscium.